# زیادآباد (میمه و وزوان)
زیادآباد، روستایی در دهستان ازان بخش مرکزی شهرستان میمه و وزوان در استان اصفهان ایران است.

## جمعیت
بر پایه سرشماری عمومی نفوس و مسکن در سال ۱۳۹۵، جمعیت این روستا برابر با ۱٬۸۲۶ نفر (۵۷۸ خانوار) بوده است.